# Sandanella indica
Sandanella indica är en insektsart som beskrevs av Irena Dworakowska 1981. Sandanella indica ingår i släktet Sandanella och familjen dvärgstritar.
Artens utbredningsområde är Nepal. Inga underarter finns listade i Catalogue of Life.